# Radu Drăgoescu
Radu Drăgoescu (* 17. Juni 1914 in Paris; † 7. Dezember 1999 in Bukarest) war ein rumänischer Maler und Schachkomponist.
Drăgoescu schloss das Janson de Sailly ab und besuchte von 1932 bis 1936 die „julianische“ Akademie der Malerei-Bildhauerei in Paris. 1939 erhielt er an der Universität von Bukarest die Lizenz für Buchstaben und Philosophie.
Von Juni 1941 bis Dezember 1945 war Drăgoescu Kartograf der rumänischen Armee im Zweiten Weltkrieg. In dieser Zeit heiratete er 1942 Elena Popescu, die ihm ein Jahr später die gemeinsame Tochter Șerbana Drăgoescu gebar, die ebenfalls eine künstlerische Laufbahn einschlug und seit dem Jahr 2000 jährlich ein von ihm unterzeichnetes Gemälde ihres Vaters an die rumänische Schachföderation für den nach ihm benannten Preis zur Förderung der Schachkomposition bereitstellt.
1950 zog die Familie dauerhaft nach Bukarest, wo er im folgenden Jahr Mitglied der Uniunii Artistilor Plastici wurde, nachdem mehrere seiner Gemälde bei bedeutenden Ausstellungen gezeigt wurden.
Nach seiner Pensionierung 1974 wandte sich Drăgoescu der Schachkomposition zu, in der er 1990 den Titel Meister des Kunstschachs von der rumänischen Schachföderation verliehen bekam.